# Împărțirea administrativă a Sloveniei
Slovenia este divizată în 212 comune (občine, singular - občina), din care 11 au statut de comună urbană.
Limba slovenă este limbă oficială în toate comunele. Limba maghiară este oficială în 3 comune din estul țării: Dobrovnik (Dobrónak), Hodoš (Hodos) și Lendava (Lendva). Limba italiană este oficială în alte 3 comune de pe litoralul estic: Izola (Isola), Koper (Capodistria) și Piran (Pirano).

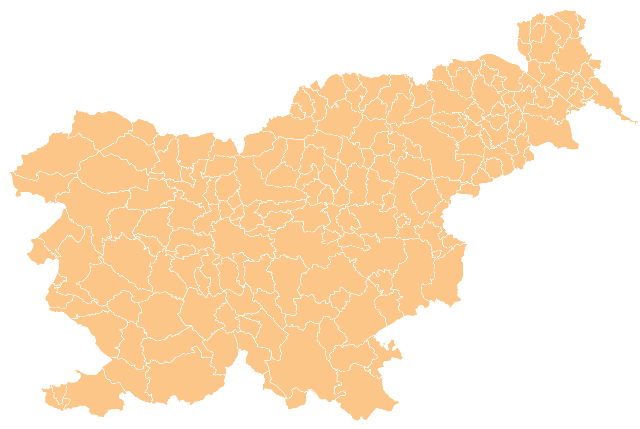
Slovenia divizată în comune (din 2005)

| - Comuna Ajdovščina - Comuna Beltinci - Comuna Benedikt - Comuna Bistrica ob Sotli - Comuna Bled - Comuna Bloke - Comuna Bohinj - Comuna Borovnica - Comuna Bovec - Comuna Braslovče - Comuna Brda - Comuna Brezovica - Comuna Brežice - Comuna Cankova - Comuna urbană Celje - Comuna Cerklje na Gorenjskem - Comuna Cerknica - Comuna Cerkno - Comuna Cerkvenjak - Comuna Črenšovci - Comuna Črna na Koroškem - Comuna Črnomelj - Comuna Destrnik - Comuna Divača - Comuna Dobje - Comuna Dobrepolje - Comuna Dobrna - Comuna Dobrova-Polhov Gradec - Comuna Dobrovnik - Comuna Dol pri Ljubljani - Comuna Dolenjske Toplice - Comuna Domžale - Comuna Dornava - Comuna Dravograd - Comuna Duplek - Comuna Gorenja vas-Poljane - Comuna Gorišnica - Comuna Gornja Radgona - Comuna Gornji Grad - Comuna Gornji Petrovci - Comuna Grad - Comuna Grosuplje - Comuna Hajdina - Comuna Hoče-Slivnica - Comuna Hodoš - Comuna Horjul - Comuna Hrastnik - Comuna Hrpelje-Kozina - Comuna Idrija - Comuna Ig - Comuna Ilirska Bistrica - Comuna Ivančna Gorica - Comuna Izola - Comuna Jesenice - Comuna Jezersko - Comuna Juršinci - Comuna Kamnik - Comuna Kanal - Comuna Kidričevo - Comuna Kobarid - Comuna Kobilje - Comuna Kočevje - Comuna Komen - Comuna Komenda - Comuna urbană Koper | - Comuna Kostel - Comuna Kozje - Comuna urbană Kranj - Comuna Kranjska Gora - Comuna Križevci - Comuna Krško - Comuna Kungota - Comuna Kuzma - Comuna Laško - Comuna Lenart - Comuna Lendava - Comuna Litija - Comuna urbană Ljubljana - Comuna Ljubno - Comuna Ljutomer - Comuna Logatec - Comuna Loška Dolina - Comuna Loški Potok - Comuna Lovrenc na Pohorju - Comuna Luče - Comuna Lukovica - Comuna Majšperk - Comuna urbană Maribor - Comuna Markovci - Comuna Medvode - Comuna Mengeš - Comuna Metlika - Comuna Mežica - Comuna Miklavž na Dravskem polju - Comuna Miren-Kostanjevica - Comuna Mirna Peč - Mislinja - Comuna Moravče - Comuna Moravske Toplice - Comuna Mozirje - Comuna urbană Murska Sobota - Comuna Muta - Comuna Naklo - Comuna Nazarje - Comuna urbană Nova Gorica - Comuna urbană Novo mesto - Comuna Odranci - Comuna Oplotnica - Comuna Ormož - Comuna Osilnica - Comuna Pesnica - Comuna Piran - Comuna Pivka - Comuna Podčetrtek - Comuna Podlehnik - Comuna Podvelka - Comuna Polzela - Comuna Postojna - Comuna Prebold - Comuna Preddvor - Comuna Prevalje - Comuna urbană Ptuj - Comuna Puconci - Comuna Rače-Fram - Comuna Radeče - Comuna Radenci - Comuna Radlje ob Dravi - Comuna Radovljica - Comuna Ravne na Koroškem - Comuna Razkrižje | - Comuna Ribnica - Comuna Ribnica na Pohorju - Comuna Rogaška Slatina - Comuna Rogašovci - Comuna Rogatec - Comuna Ruše - Comuna Selnica ob Dravi - Comuna Semič - Comuna Sevnica - Comuna Sežana - Comuna urbană Slovenj Gradec - Comuna Slovenska Bistrica - Comuna Slovenske Konjice - Comuna Sodražica - Comuna Solčava - Comuna Starše - Comuna Sveta Ana - Comuna Sveti Andraž v Slovenskih goricah - Comuna Sveti Jurij ob Ščavnici - Comuna Sveti Jurij v Slovenskih goricah - Comuna Šalovci - Comuna Šempeter-Vrtojba - Comuna Šenčur - Comuna Šentilj - Comuna Šentjernej - Comuna Šentjur pri Celju - Comuna Škocjan - Comuna Škofja Loka - Comuna Škofljica - Comuna Šmarje pri Jelšah - Comuna Šmartno ob Paki - Comuna Šmartno pri Litiji - Comuna Šoštanj - Comuna Štore - Comuna Tabor - Comuna Tišina - Comuna Tolmin - Comuna Trbovlje - Comuna Trebnje - Comuna Trnovska vas - Comuna Trzin - Comuna Tržič - Comuna Turnišče - Comuna urbană Velenje - Comuna Velika Polana - Comuna Velike Lašče - Comuna Veržej - Comuna Videm - Comuna Vipava - Comuna Vitanje - Vodice - Comuna Vojnik - Comuna Vransko - Comuna Vrhnika - Comuna Vuzenica - Comuna Zagorje ob Savi - Comuna Zavrč - Comuna Zreče - Comuna Žalec - Comuna Železniki - Comuna Žetale - Comuna Žiri - Comuna Žirovnica - Comuna Žužemberk |

## Regiuni
Din mai 2005, există 12 regiuni statistice:
1. Gorenjska
2. Goriška
3. Jugovzhodna Slovenija
4. Koroška
5. Notranjsko-kraška
6. Obalno-kraška
7. Osrednjeslovenska
8. Podravska
9. Pomurska
10. Savinjska
11. Spodnjeposavska
12. Zasavska

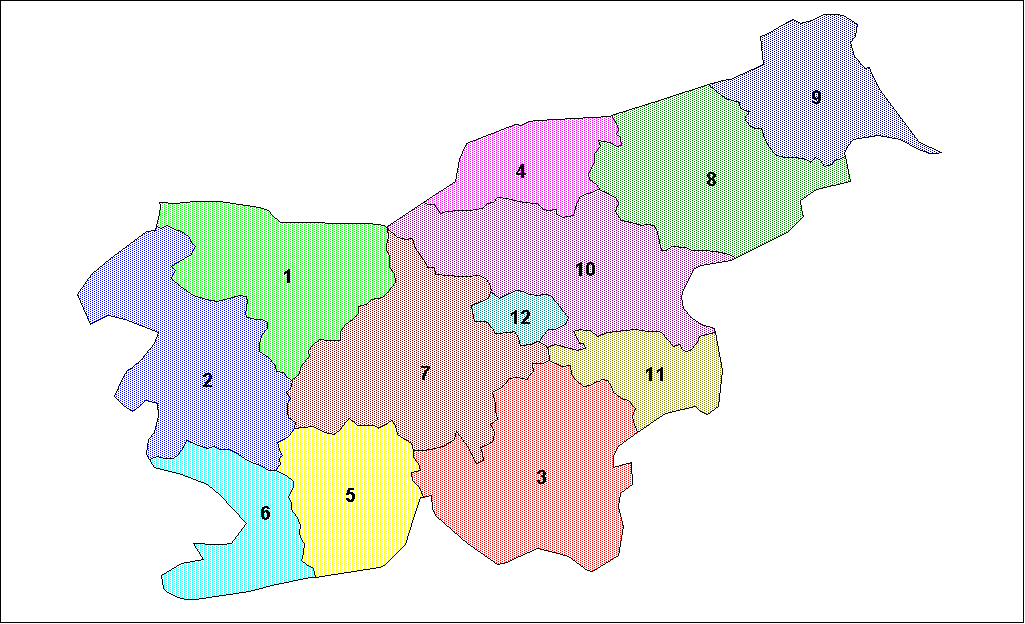
Harta celor 12 regiuni statistice ale Sloveniei

Guvernul Sloveniei pregătește însă un plan pentru o nouă organizare administrativă în 12-14 regiuni. Planul va necesita dezbatere parlamentară și se așteaptă că vor fi necesare modificări ale Constituției înainte ca regionalizarea să poată fi posibilă. Este însă foarte posibil ca prezentele 12 regiuni statistice să fie însă viitoarele județe ale Sloveniei.